# Achajské knížectví
Achajské nebo také Morejské knížectví (francouzsky Principauté d'Achaïe, řecky Πριγκιπάτον Αχαϊας) byl franský křižácký stát na Peloponésu vzniklý po vyvrácení Byzantské říše čtvrtou křížovou výpravou v roce 1204. Knížectví bylo vazalským státem Latinského císařství a Soluňského království a samo mělo vazalský stát Athénské vévodství až do pádu Soluně v roce 1224. Po zničení Soluňského království se Achája stala dominantní silou v Řecku a v polovině 13. století byl andravidánský dvůr západoevropským rytířstvem považován za nejreprezentativnější.

## Historie

### Založení Achajského knížectví
Achajské knížectví bylo založeno roku 1205 jedním z velitelů čtvrté křížové výpravy Guillaumem de Champlitte, který ve jménu svého lenního pána, soluňského krále Bonifáce z Montferratu, dobyl poloostrov Peloponés. Se svým vojskem, které nečítalo více než stovku rytířů a pět set pěších řadových vojáků, si podrobil oblast Achaie a Élidy, poté porazil místní odbojné řecké vládce v Bitvě u kunduraských olivových hájů a stal se pánem oblasti Morea. Pouze pevnosti Argos, Nauplio a Akrokorint vzdorovaly až do sebevraždy jejich velitele Lea Sgouroa v roce 1208. V roce 1212, kdy ohniska odporu v Argosu a Naupliu padla, bylo zřízeno vazalské Panství Argu a Nauplia a pouze Monemvasia vzdorovala křižácké moci až do roku 1248. Guillaume de Champlitte vládl Achaji až do svého návratu do Francie v roce 1209, kdy další vládu v Achajském knížectví předal svému synovi Hugovi de Champlitte. Po jeho smrti nastoupil na trůn Godfrey z Villehardouinu, který vládl až do své smrti v roce 1219.

### Achajské knížectví ve 13. století

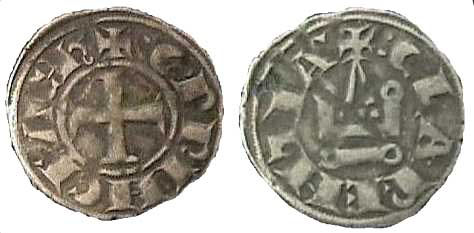
Denár Guillauma II. z Villehardouin

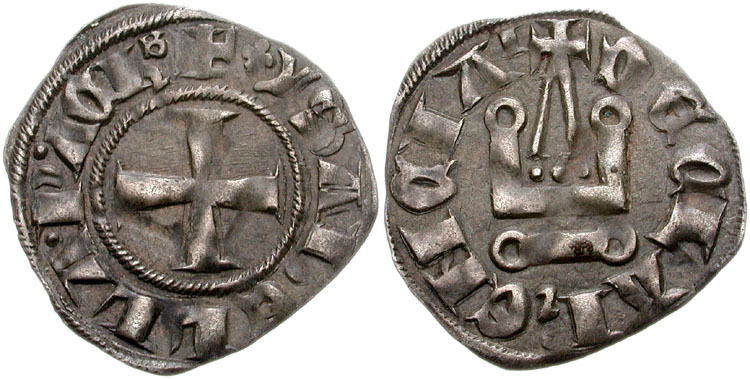
Denár Isabely z Villehardouinu (1297–1301)

Po smrti Godfreye I. na trůn nastoupil jeho syn Godfrey II., který vládl až do své smrti v roce 1245. Díky penězům, které nastřádal z konfiskací majetků a daním, které zavedl vůči církvi v letech 1221–1223, Godfrey II. vybudoval mocný hrad v Chlemoutsi, poblíž dnešní Kyllíni, který také využíval jako svou hlavní rezidenci. Kvůli těmto daním se kníže dostal do sporu s katolickou církví, za což ho papež exkomunikoval z církve. Když v roce 1236 níkájský císař Jan III. Dukas Vazatzes oblehl hlavní město Latinského císařství Konstantinopolis, Godfrey II. poskytl obleženému latinskému regent Janu z Brienne stovku rytířů, osm set lučištníků a šest plavidel.
Za vlády syna Godfreye II. Guillauma II. knížectví dosáhlo svého vrcholu. Guillaume II. byl básník a trubadúr a na jeho dvoře vzkvétala literatura a mluvilo se zdejším dialektem francouzštiny. V roce 1249 Guillaume II. přestěhoval své hlavní město do nově vybudované pevnosti Mistry, nedaleko antické Sparty. V roce 1255 se Guillaume II. zapletl do války v Negropontském panství a o čtyři roky později uzavřel spojenectví s epirským despotou Michaelem II. proti nikájskému císaři Michaelu VIII. Nicméně Michael II. později přešel na nikájskou stranu a Guillaume II. byl v bitvě u Pelagonie nepřáteli zajat. Poté, co Michael VIII. v roce 1261 dobyl zpět Konstantinopolis, byl Guillaume II. z Villehardouinu následujícího roku propuštěn. Guillaume II. se navrátil do Mistry a rozhodl se znovu dobýt Lakonii, kterou obsadili Byzantští Řekové a zřídili zde Morejský despotát.
Po smrti Guillaume II. knížectví připadlo Karlovi z Anjou. V roce 1267 Acháju daroval Karlovi latinský císař v exilu Balduin II. Konstantinopolský, protože doufal, že by mu Karel mohl pomoci znovudobýt Latinské císařství. Karel z Anjou ani jeho následníci v Acháji nevládli osobně, ale jen posílali peníze a vojenské posily na obranu knížectví před Byzantinci.

### Feudální konflikt v Morei (1307–1383)

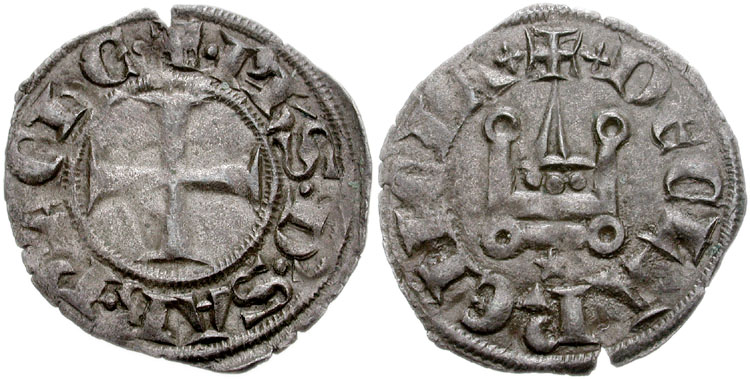
Denár Filipa Savojského (1301–1307)

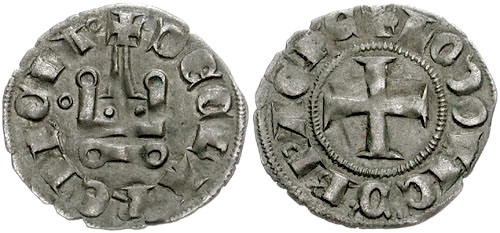
Denár Ludvíka Burgundského (1313–1316)

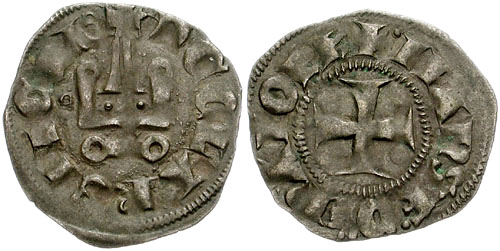
Denár Ferdinanda z Majorky, uchazeče o achajský trůn (1315–1316)

V tomto čase knížectvím zmítaly prudké spory, které měly původ v sesazení latinského císaře Balduina II., který původně Achajské knížectví daroval Karlu I. Neapolskému, pokud podpoří jeho snahy na znovuzískání konstantinopolského trůnu. Tímto činem zcela ignoroval práva rodu Villehardouinů. Anjouovští králové v Neapoli tak Acháju získali jako své léno a začali tak soupeřit s rodem Villehardouinů.
Karel II. Neapolský jako první udělil Acháju jako léno Isabele z Villehardouinu, ale v roce 1307 ji sesadil a podpořil jejího bratra Filipa I., který v roce 1313 zemi převedl na Matildu z Hainautu, dědičku Filipovy sestry Isabely, která se vdala za Ludvíka Burgundského, titulárního soluňského krále. Ale mladší dcera Guillauma II. z Villehardouinu Markéta stále uplatňovala svá práva na knížectví z roku 1307. V roce 1313 se znovu, neúspěšně dovolávala svých nároků a svá práva převedla na svou dceru Isabelu ze Sabranu, ženu Ferdinanda z Majorky. Syn Isabely a Ferdinanda Jakub III. Neapolský byl prohlášen achajským knížetem v roce 1315 a regentem mu byl jeho otec, který knížectví dobyl v letech 1315–1316, ale nakonec byl poražen Ludvíkem Burgundským a Matildou a popraven v roce 1316. V tom samém roce zemřel i Ludvík Burgundský a král Robert I. Neapolský sesadil Matildu a knížectví dal svému bratrovi Janovi z Drače, za kterého byla Matilda krátce pod nátlakem vdaná, před tím, než byla uvězněna.
Od roku 1331 začali achajští feudální páni uznávat Jakubova práva a o dva roky později měl už jejich plnou podporu. Než Jan z Drače přenechal svá práva své švagrové Kateřině z Valois, titulární latinské císařovně a ženě Filipa z Tarentu. Po její smrti v roce 1346 začal práva na Acháju prosazovat její syn Robert. V roce 1349 nastoupil po Jakubovi Jakub IV. (II. z Morey). V roce 1364 zemřel nevlastní syn Kateřiny II. z Valois Robert a starší přeživší syn Filipa I. z Tarentu. V roce 1373 Filip II. převedl svá práva na Achajské knížectví na svou sestřenici, svou lenní vládkyni a bývalou švagrovou, královnu Johanu Neapolskou, jejíž třetí manžel byl Jakub IV. z Majorky, který zemřel roku 1375, a svá práva na Achajské knížectví jí zanechal, což z ní udělalo víceméně nespornou Achajskou kněžnu. Nicméně, když byla Johana I. v roce 1381 v Neapoli uvězněna, vnuk Kateřiny z Valois a synovec Filipa II. Jakub z Baux, který se v roce 1374 stal titulárním latinským císařem, využil příležitosti a Acháje se zmocnil. V roce 1383 bylo Achajské knížectví anektováno nástupcem a vrahem Joanny I. Karlem III. Neapolským, který byl vnukem Jan z Drače. Jakub z Baux před ním ze země uprchl. V roce 1386 začala za dračských králů v Neapoli v Achaji zastupitelská vikářská vláda.
V roce 1404 neapolský král Ladislav Neapolský dosadil na achajský trůn Centuriona II. Zaccaria, pána z Arkádie. Centurion Acháju držel až do roku 1430, kdy do země vtrhl morejský despota Tomáš Palaiologos a donutil Centuriona ustoupit do jeho rodového hradu v Arkádii. Ten nakonec musel provdat svou dceru a dědičku Kateřinu za Tomáše a po Centurionově smrti v roce 1432 se Achajské knížectví stalo součástí Morejského despotátu. Kolem roku 1450 Centurionův nelegitimní syn Jan Asen povstal proti despotovi Konstantinu Dragasovi. Byzantinci však území dobyli rychle zpět. Jejich vláda však už neměla dlouhého trvání, protože v roce 1460 Morejský despotát dobyli osmanští Turci.

## Státní zřízení

### Vláda a administrativa
Nejdůležitější světští a náboženští představitelé se účastnili zasedání „Velkého Dvora“, kterému předsedal sám kníže. Zasedání Velkého dvora mělo velkou vážnost a jeho usnesení byla závazná i pro achajského knížete. Nejvyššími knížecími úředníky byli kancléř, knížecí ministr, maršál, komisař, pokladník, protovestiarius (měl na starosti osobní vládcovu pokladnici) a nakonec takzvaný pourveur des chastiaux, který měl na starosti správu hradů.
Achajské knížectví také vytvořilo svůj právní systém, který kombinoval byzantské a francouzské právní tradice a stal se vzorem pro ostatní křižácké státy. V Achaji se rovněž dále užívaly některé byzantské tituly, jako logothetes či protovestarios, i když byly tyto tituly přizpůsobeny západnímu feudalismu. Byzantský systém pronoia byl rovněž přizpůsoben feudalismu: rolníci (paroikoi) formálně vlastnili svou půdu, ale vojenské a daňové povinnosti, kterým za pronoiánského systému nebyli vystaveni, nyní pro své nové francouzské pány museli plnit.
Francouzští baroni měli vůči státu velké vojenské závazky. Museli sloužit čtyři měsíce ročně v achajské armádě a další čtyři měsíce sloužit na různých hradech. Také nemohli opustit Achajské knížectví, pokud neměli vyložený souhlas knížete a dokonce pokud se nevrátili do dvou let a dvou dnů, byl jim konfiskován všechen majetek.

### Teritoriální organizace

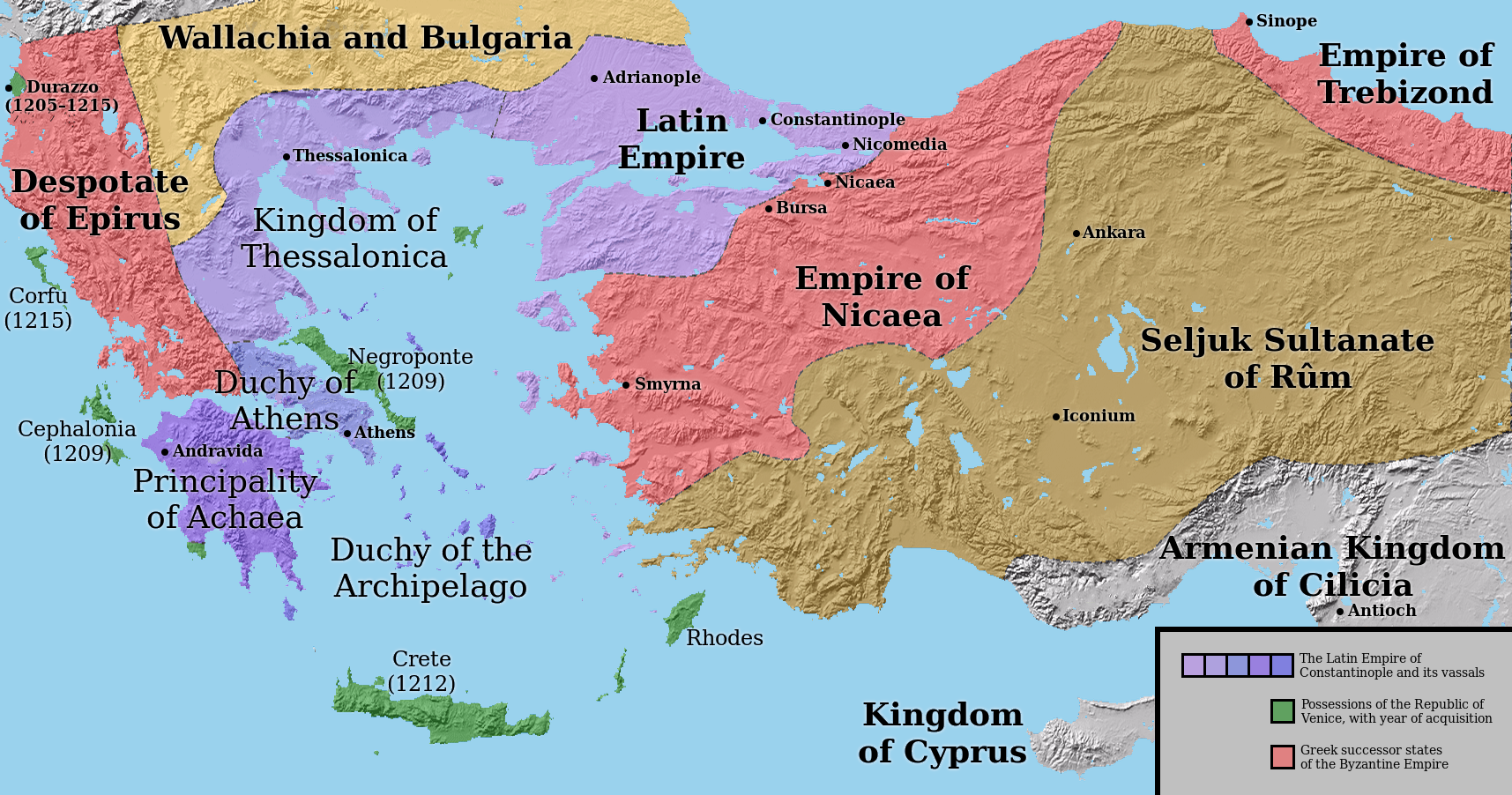
Další mapa Achajského knížectví a států v Řecku po čtvrté křížové výpravě

Achajské knížectví bylo spíše menší a rozkládalo se na peloponéském poloostrově. Na severu knížectví hraničilo s Epirským despotátem a Athénským vévodstvím a bylo obklopené benátskými državami v Egejském moři, včetně benátských pevností Modon a Koroni na Peloponésu. Knížectví bylo poměrně bohaté díky vývozu vína, rozinek, vosku, medu a olivového oleje. Hlavním městem Achajského knížectví byla až do roku 1249 Andravida.
Godfrey I. své území rozdělil mezi své nástupce. Achajské knížectví bylo rozděleno na 12 baronství, přičemž každé se skládalo z několika menších lén, který byly jak územními, tak peněžními jednotkami rozdělenými tak, aby každé z nich vynášelo okolo 1000 hyperpyrijí (byzantských peněžních jednotek). Knížectví se tedy dělilo na:
- Akovské baronství, mělo 24 lenních panství
- Neopatraské baronství, mělo 24 lenních panství
- Skortské baronství, mělo 22 lenních panství
- Baronství Nikli, mělo 6 lenních panství
- Gerakijské baronství, mělo 6 lenních panství
- Kalavrytské baronství, mělo 12 lenních panství
- Vostitzské baronství, mělo 8 lenních panství
- Veligostické baronství, mělo 4 lenní panství
- Gritsenské baronství, mělo 4 lenní panství
- Passavské baronství, mělo 4 lenní panství
- Chalandritské baronství, mělo 4 lenní panství
- Kalamatské baronství, zůstalo jako osobní léno Villehardouinů

Dále existovalo sedm klerikálních baronství, která spravoval biskup z Patrasu. Rozsáhlé majetky však v zemi měli i vojenské rytířské řády jako templáři, johanité či Řád německých rytířů.

## Achajská knížata

### Znaky vládnoucích dynastií

erby achajských dynastií:
znak Viléma ze Champlitte
Villehardouinové jako páni Achaje a Moreje
Kapet-Anjouovci
Savojsko-achajští
Anjou-Taranto
Burgundská dynastie
Bourboni
Anjou-Durazzo
Baux
Zaccariové

### Seznam achajských knížat
Rod de Champlitte
- Guillaume de Champlitte, 1205 – 1209
  - Hugo de Champlitte, regent 1209

Guillaume de Champlitte zemřel ve Francii a Hugo se vzdal trůnu ve prospěch Godfreye I. z Villehardouinu.
Rod Villehardouinů
- Godfrey I. z Villehardouinu, 1209 – c.1228
- Godfrey II. z Villehardouinu, 1228 – 1246
- Guillaume II. z Villehardouinu, 1246 – 1278

Guillaume II. uzavřel smlouvu se svým lenním vládcem, neapolským králem, že Achajské knížectví připadne po Guillaumově smrti Neapoli.
Rod Anjou
- Karel I. z Anjou, 1278 – 1285
- Karel II. z Anjou, 1285 – 1289

Karel II., které neměl v Řecku své zájmy, jmenoval v roce 1289 na trůn dědičku Guillauma II. Isabelu a jejího manžela.
- Isabela z Villehardouinu, 1289 – 1312
  - Florent Henegavský, Isabelin manžel, 1289 – 1297
  - Filip Savojský, Isabelin manžel, 1301 – 1307

Karel zbavil v roce 1306 Isabelu trůnu, ačkoliv ona to nikdy nezjistila, a dosadil naň svého syna Filipa I. z Tarentu. Filip Savojský se o rok později vzdal svých nároků na Achajské knížectví, ačkoliv jeho syn Jakub i vnuk Amadeo nosili titul achajského knížete, který byl dokonce později uznán zdejšími barony jako kníže, ačkoliv nikdy do Řecka nedorazil a knížectví nepřijal.
- Filip I. z Tarentu, 1306 – 1313

Po smrti Isabely v roce 1312 se o knížectví vedly spory. Filip I. svěřil Acháju jako léno své dceři Matildě. Nicméně Ferdinand z Majorky prohlašoval, že knížectví patří Isabele ze Sabranu, dceři Markéty z Villehardouinu, druhé dceři Guillauma II. z Villehardouinu.
| Anjouovští nástupci - 1313 – 1318 Matilda Henegavská - 1313 – 1316 Ludvík Burgundský, její manžel Po smrti Ludvíka knížectví připadlo díky smlouvě do rukou jeho syna Oda Burgundského. V roce 1320 Odo prodal svá práva na knížectví Ludvíkovi z Clermontu, který je o rok později prodal zpět Filipovi I. z Tarentu - 1316 – 1320 Odo IV. Burgundský - 1320 – 1321 Ludvík, hrabě z Clermontu V roce 1318 byla Matilda donucena se znovu vdát za Jana z Graviny, Filipova mladšího bratra, který se stal Filipovým vazalem. - 1318 – 1333 Jan z Graviny V roce 1333 Jan vyměnil Acháju se svým synovcem Robertem. - 1333 – 1364 Robert z Tarentu - 1364 – 1373 Filip II. z Tarentu Filip II. se zřekl svých práv ve prospěch své švagrové, neapolské královny Joanny I. - 1373 – 1381 Johana I. Neapolská | Aragonští nástupci - 1312 – ???? Isabela ze Sabranu - 1312 – 1316 Ferdinand - 1316 – 1349 Jakub III. z Majorky - 1349 – 1375 Jakub IV. z Majorky Jakub IV. se oženil s Johanou I. Neapolskou a sjednotil tak své nároky s Anjouovci. |

- 1381 – 1383 Jakub z Baux
- 1383 – 1386 Karel III. Neapolský
- 1383 – 1396 interregnum, po knížectví usilovalo pět uchazečů, a v roce 1396 byl prohlášen knížetem Petr de Saint Superan.
- 1396 – 1402 Petr de Saint Superan
- 1402 – 1404 Marie II. Zaccaria
- 1404 – 1432 Centurion II. Zaccaria

Centurion II byl posledním achajským knížetem.